# 圣高登斯双鹰金币
圣高登斯双鹰金币（英語：Saint-Gaudens double eagle）是美国铸币局于1907至1933年生产的一种20美元面额金币，金币的正面和背面都是由雕塑家奥古斯都·圣高登斯设计，硬币也是以他命名。许多评论中认为这是历史上最漂亮的美国硬币。
1904年，总统西奥多·罗斯福提议美化美国硬币设计，并举荐圣高登斯来完成这项任务。这位雕塑家此前与铸币局及其首席雕刻师查尔斯·爱德华·巴伯的关系不佳，但还是接受了总统的提议。由于圣高登斯的身体健康每况愈下，而且他的设计浮雕太高，给实际生产造成困难，导致硬币面世一拖再拖。圣高登斯于1907年谢世，这时他虽已完成鹰扬金币和双鹰金币的设计，但没能看到两种金币面世。
圣高登斯最初的设计浮雕太高，难以压制，经过多次调整仍然不能大批量生产，失去耐性的罗斯福强行要求铸币局无论产量多低都必须投产。巴伯修改了圣高登斯的设计，大幅降低浮雕高度，但引起圣高登斯的家人和助手不满。金币面世后又因其上没有格言引起争议，“火冒三丈”的国会插手干预，要求加上格言。第一次世界大战的爆发导致双鹰金币停产数年，恢复生产后的绝大部分金币都是用于国际贸易，直至1933年停产。1933年版双鹰金币非常罕见，其中一枚于2002年以759万美元高价成交。

## 背景
双鹰金币面额为20美元，于1850年首次发行，国会授权发行这种硬币主要是因为加利福尼亚淘金潮产生的大量黄金。新币名为自由女神头像双鹰，由美国铸币局首席雕刻师詹姆斯·巴顿·朗埃克设计，生产周期持续到19世纪结束，期间设计有过多次调整。以当时的标准而言，双鹰金币的面额非常高，相当于如今的数百美元，所以没有在美国市场上大范围流通。但在只接受黄金结算的大额国际交易中经常使用。与东部相比，美国西部在商品交易中更倾向于使用金币或银币，不愿接受纸币，受淘金潮影响，在加利福尼亚州使用纸币一度成了非法行为，双鹰金币在这些地方也有一定程度流通。

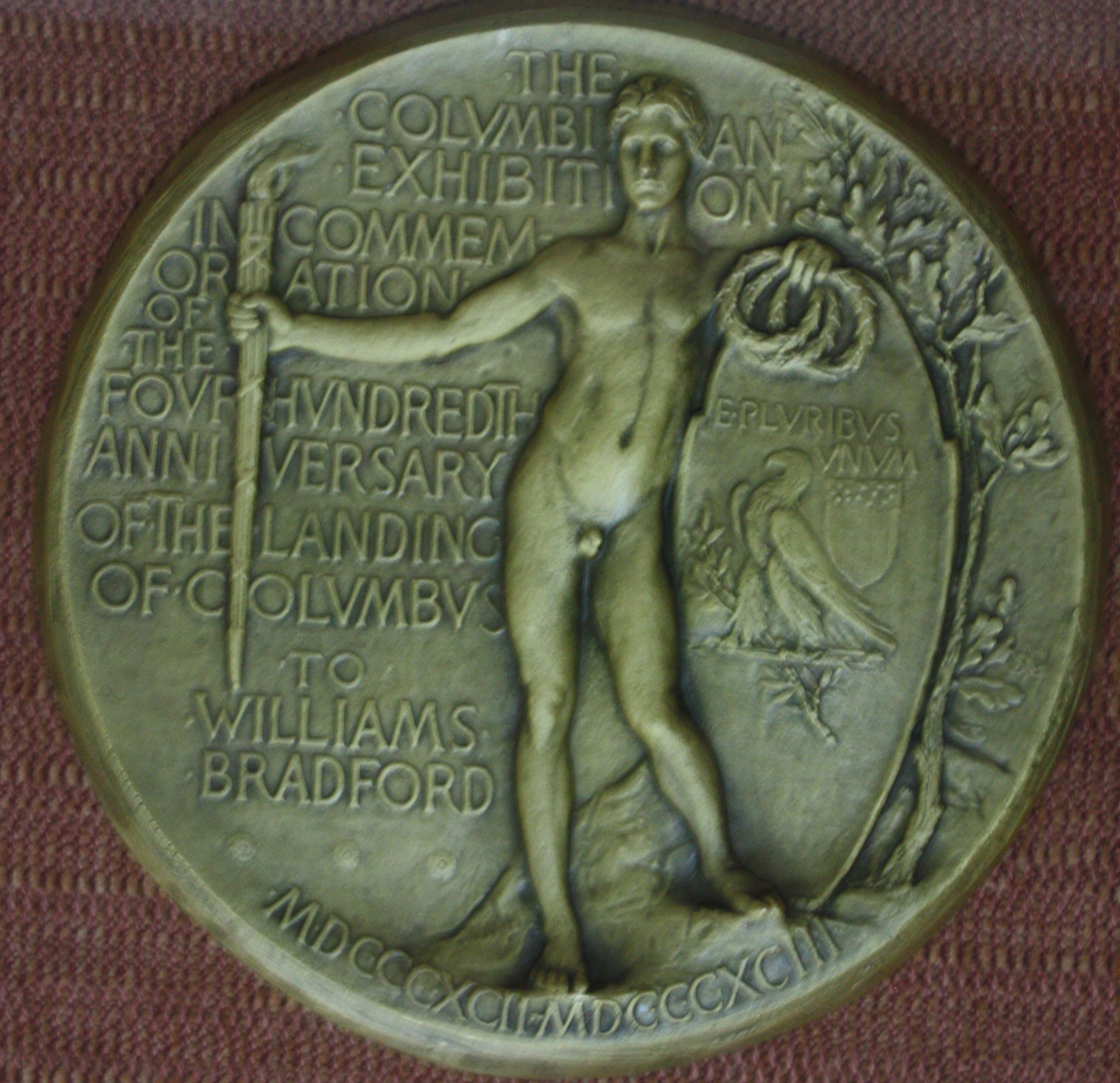
圣高登斯设计的芝加哥哥伦布纪念博览会奖章背面，但设计未获采纳。

雕塑家奥古斯都·圣高登斯曾于1891年首次与铸币局合作，当时他在某委员会任职，该委员会的职责是评判新银币设计。铸币局只为获奖者提供很少的奖金，包括圣高登斯本人在内的所有获邀艺术家都不愿递交作品。比赛向公众开放，评审委员会成员包括圣高登斯、铸币局首席雕刻师查尔斯·爱德华·巴伯，以及商业雕刻师亨利·米切尔（Henry Mitchell），但他们无法找到一套适合的作品。这种结果完全在圣高登斯意料之中，他曾向铸币局局长爱德华·利奇（Edward O. Leech）直言，全世界只有4个人能够达到铸币局的设计要求，除圣高登斯本人外，另外3人都在法国。从1879年开始担任首席铸币局的巴伯则认为，圣高登斯把话说得太满了，全世界应该只有他巴伯能达到要求。面对这样的竞赛结果，利奇指示巴伯独自设计角币、25美分和半美元硬币，巴伯造币由此诞生，但是，这些硬币却引起公众的极大反弹。
1892年，圣高登斯获邀为芝加哥举办的哥伦布纪念博览会设计官方奖章，用来颁给获奖的参展商。他设计的正面描绘哥伦布上岸的情景，这一方案不存在争议；背面是手持火炬、携带花环向胜利者加冕的裸身青年男子，邮政检查员安东尼·康斯托克（Anthony Comstock）认为此设计有淫秽之嫌，表示强烈反对。最终博览会董事们草草回绝了圣高登斯的背面设计，以巴伯的设计取代，据钱币历史学家沃尔特·布林（Walter Breen）记载，获得采纳的巴伯设计“只因平庸而闻名”。盛怒之下，圣高登斯发誓永远不再和铸币局及其雇员打交道，并且在之后10年里都拒绝参与任何可能会同铸币局扯上关联的工作。

## 构想

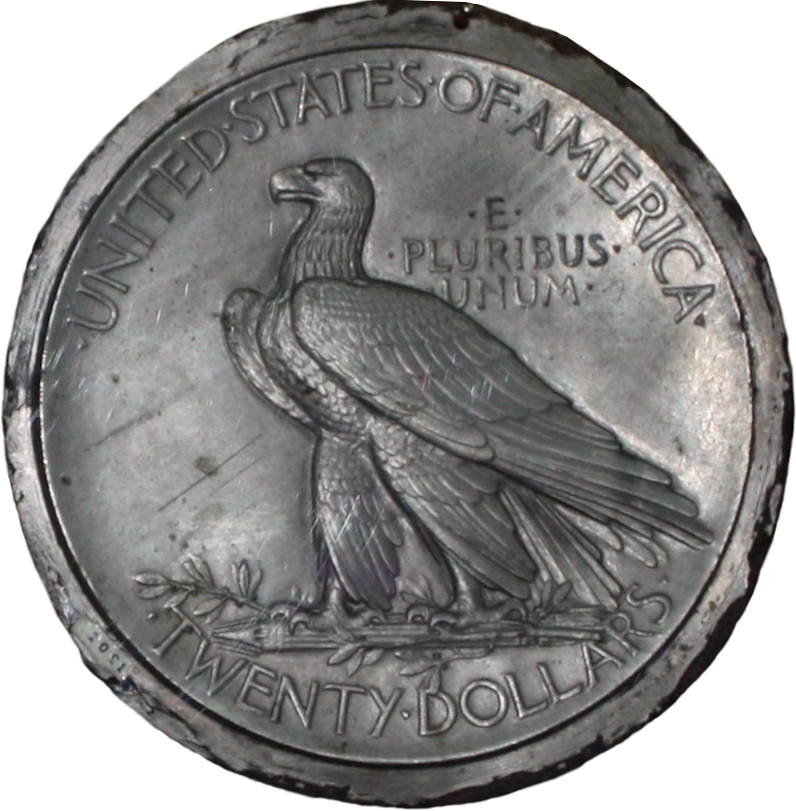
圣高登斯为双鹰金币设计的早期概念图，此设计之后用在鹰扬金币上。

1904年12月27日，与圣高登斯私交甚佳的总统西奥多·罗斯福致信财政部长莱斯利·莫蒂埃·肖（Leslie Mortier Shaw），表示自己觉得当时的美国硬币实在太难看，“是否有可能在无需征求国会同意的情况下，聘请像圣高登斯这样的人给予我们的硬币一些美感？”罗斯福和铸币局局长乔治·罗伯茨（George E. Roberts）给圣高登斯发去信件，后者在回信中表示：“我对为硬币提供新设计非常感兴趣……我可以向您保证，协助找到良好的作品对我来说是非常愉快的事情”。在罗斯福的影响下，铸币局聘请圣高登斯重新设计当时已无需国会授权就可以换用新设计方案的5种硬币，其中1种是美分币，另外4种都是金币。在此以前，还没有任何一种美国硬币不是由铸币局工作人员设计。
1905年11月，罗斯福致信圣高登斯，询问金币设计进展。总统表示，自己一直在寻找古希腊金币，并且这些金币中最漂亮的就是浮雕。罗斯福建议新设计采用高浮雕，并将硬币边缘也设计得很高来保护浮雕。圣高登斯在回信中同意总统的意见，并对双鹰金币设计提出自己的设想：
（正面是）某种自由女神形象（可能长有翅膀），仿佛置身山顶大步前进，一手高举印有星条旗的盾牌，空白部分还有（“自由”）字样；另一只手或者持有熊熊燃烧的火炬，（自由女神裙装上的）衣纹在风中招展。我的设想是让它成为“活”的东西，并加以常见的发展。
1906年1月2日，圣高登斯致信肖，询问铸币局是否能够打造高浮雕硬币。肖没有马上回复，而是与罗斯福会面，总统表示对硬币设计没有异议，许多金币都会保存在银行金库，不进入流通，“正如古希腊艺术一样。”这样，罗斯福就确保新设计方案有了肖的支持，但他也在给圣高登斯的信中写道：“毫无疑问，他肯定认为在这个问题上我就是个瞎指挥的白痴”。肖于1月13日给雕塑家回信，并附有罗伯茨的警告：“所有国家的有关部门都认为，现代硬币只能采用低浮雕”，但总统并不同意罗伯茨的意见，于是圣高登斯的高浮雕设计得以继续推进。钱币史学家罗杰··伯德特（Roger W. Burdette）对此表示，总统和雕塑家都因过于自负而没有足够重视罗伯茨的意见。圣高登斯仍在继续设计铸币实践中不切实际的浮雕，他也为此失去了探究流通硬币艺术极限的机遇。

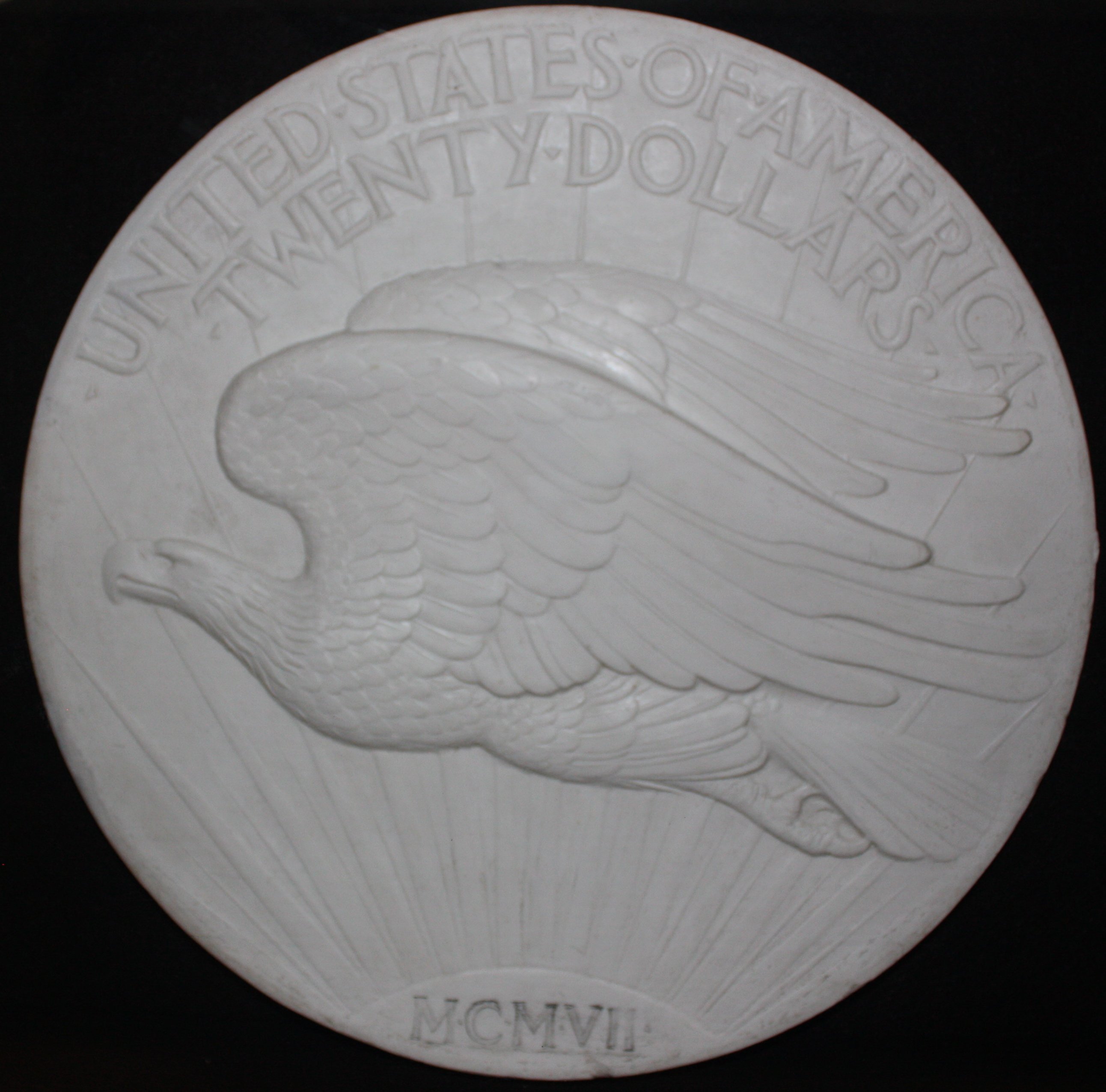
双鹰金币背面的早期模型，以罗马数字显示年份。

圣高登斯于1月下旬致信罗斯福称：“无论我做的怎么样，都不可能会比现在我们硬币上这些空洞（的设计）要差”。不过，他预料到巴伯会抵制自己的设计：“（巴伯）自有政府以来就是体制内的一份子，即便是政府化为废墟时，他也仍然会立足其上”。1906年5月，圣高登斯再度给罗斯福去信，告知总统自己有派助手前去首都哥伦比亚特区，获取重新设计所需要的技术细节，但如果总统能够让“礼貌的巴伯先生”或其他负责人尽力配合，“那将是比开通巴拿马运河更不得了的壮举。无论如何，我都会坚持到底，即便到死也不例外。”
1906年5月，圣高登斯给肖去信，询问对方对硬币上采用罗马数字表示年份有没有意见。肖在回信中表示：“我们是在为美国人民制造硬币，我想应该只使用英语。之前我就曾提点过我们的建筑师，第一个在公共建筑上用来代替的人会遭到解雇。”然而，罗斯福又推翻了肖的意见，圣高登斯于是继续在设计中采用罗马数字。
圣高登斯原打算在美分币上采用飞鹰设计，但他随后得知，有法律规定分币上不能出现老鹰，于是将设计沿用到20美元金币上。他的身体状况在1906年恶化，受癌症影响，许多细节工作都只能由助手亨利·赫林（Henry Hering）代劳。为避免受到铸币局的任何干扰，圣高登斯选择在巴黎而非铸币局制造硬币模型。1906年12月，罗斯福终于从赫林手中拿到圣高登斯设计的硬币尺寸模型，总统给已经病倒的雕塑家去信：“我已指示铸币局局长，但原样尽快复制模具。这简直太棒了。估计我会因此受到国会弹劾，但我觉得这点代价实在太划算了！”
圣高登斯的最终设计正面是代表自由和胜利的自由女神。他之前设计过纽约市的威廉·特库姆塞·舍曼将军纪念碑，其中使用过的类似女性人物正是这次双鹰金币正面设计的基础，不过，圣高登斯的最终设计灵感源自萨莫特拉斯的胜利女神。舍曼纪念碑上的人物是以亨丽埃塔·安德森（Henrietta Anderson）为模特儿，是圣高登斯最中意的作品之一。硬币上的自由女神一手持有代表启蒙的火炬，另一手则是象征和平的橄榄枝。她大步跨过岩石，身后是太阳的光芒和国会大厦。硬币周围有46颗星星，代表1907年时全美的46个州。硬币背面是飞鹰的侧视图，略呈仰视角度，背景仍然是太阳及其光芒，与正面设计呼应。硬币边缘刻有（“合众为一”）字样。圣高登斯认为，如果把刻在金币背面，就一定会打破其美感平衡，但正面又没有足够的位置，所以选择放在边缘。

## 从设计到成币

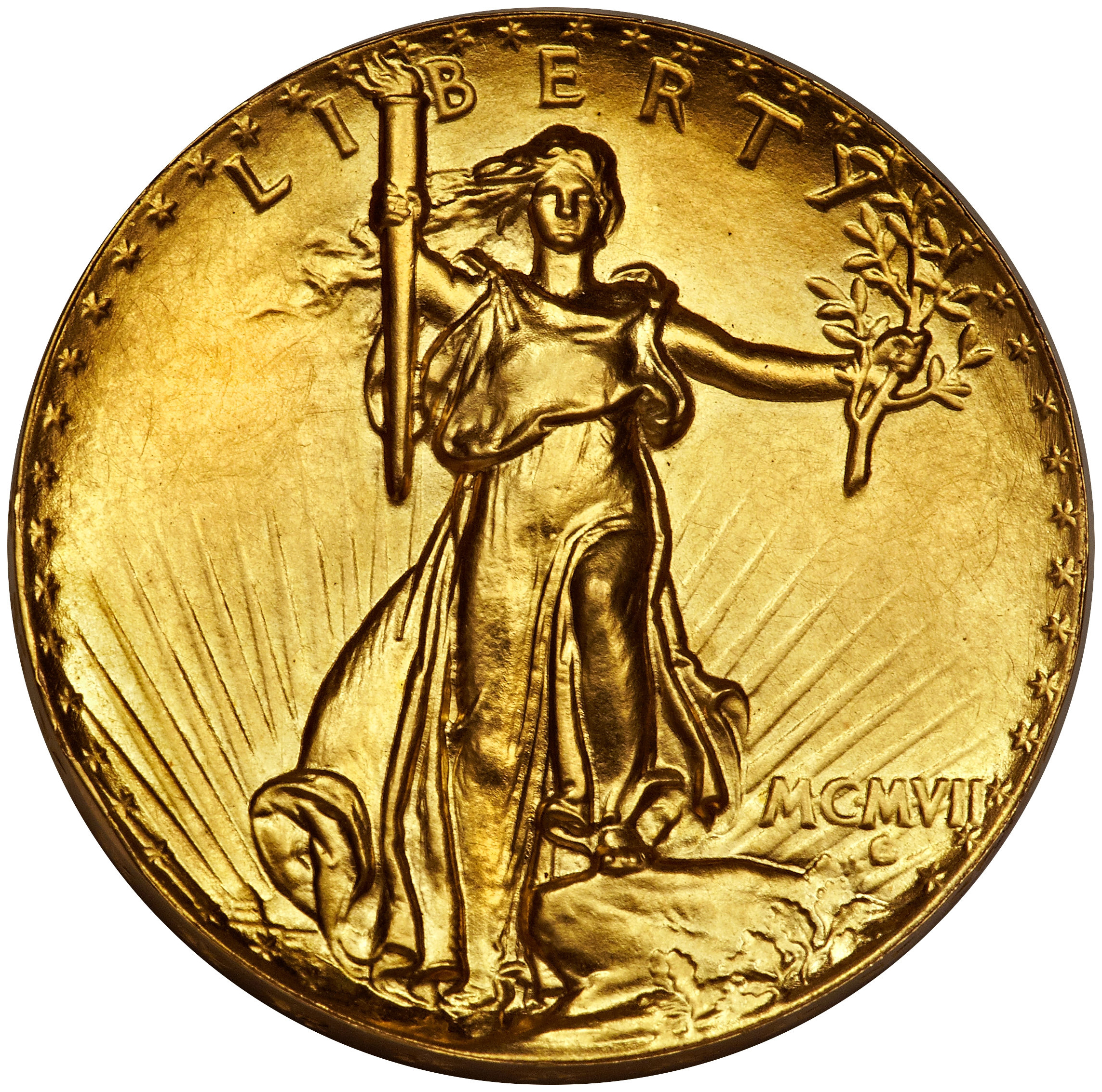
1907年版双鹰金币中约有24枚是超高浮雕版

铸币局首席雕刻师巴伯一直在密切关注金币重新设计的进展，他于1906年11月26日致信代理局长罗伯特·普雷斯顿（Robert Preston）：
他（指圣高登斯）或许很有经验，但对我们来说这些经验都是零，正如我们能够确信他那老鹰的浮雕永远都没法刻到硬币上，太阳每天早上都会升起一样，而这一切的麻烦和对钱财的浪费都只是为了说服那些无法通过其它方式说服的人……我想，咱们的朋友（指圣高登斯）是在玩游戏……但是我们愿意，或不如说，我们也希望让实际工作来证明一切，看看他到底是个什么货色，不过，他还没打算亮出底牌，所以只能由时间来证明。
收到巴伯的信后，普雷斯顿给圣高登斯去信，表示铸币局需要压制模来生产硬币，这种模具可以一次性压出雕塑家设计的浮雕。之后多个模具被送到铸币局，但巴伯经检验后拒收，经过反复讨论后才同意试验。当时铸币局正忙于为古巴和菲律宾设计新硬币，而巴伯又觉得圣高登斯的作品最多只能打出实验币，根本不可能批量生产成流通币，所以不愿意为之浪费时间。实验模具是按石膏模型制作，铸币局一共打造了约24枚图案币，虽然动用了奖章压制机，并把压力调到最大，但仍然需要压制9次才能让设计图案完全成型。这些图案币如今人称“超高浮雕币”（或），现存于世的仅有约20枚，其中一枚于2005年经拍卖以299万美元高价成交。1907年5月8日，罗斯福致信圣高登斯：“如今生产硬币需要单次压制成型，但迄今为止的实际情况证明，他们（指金币）不可能一次就成型”。圣高登斯于3天后回信表示：“我对这些模具没能带来更好的效果感到难过。显然，让希腊艺术与现代钱币融合绝非儿戏”。

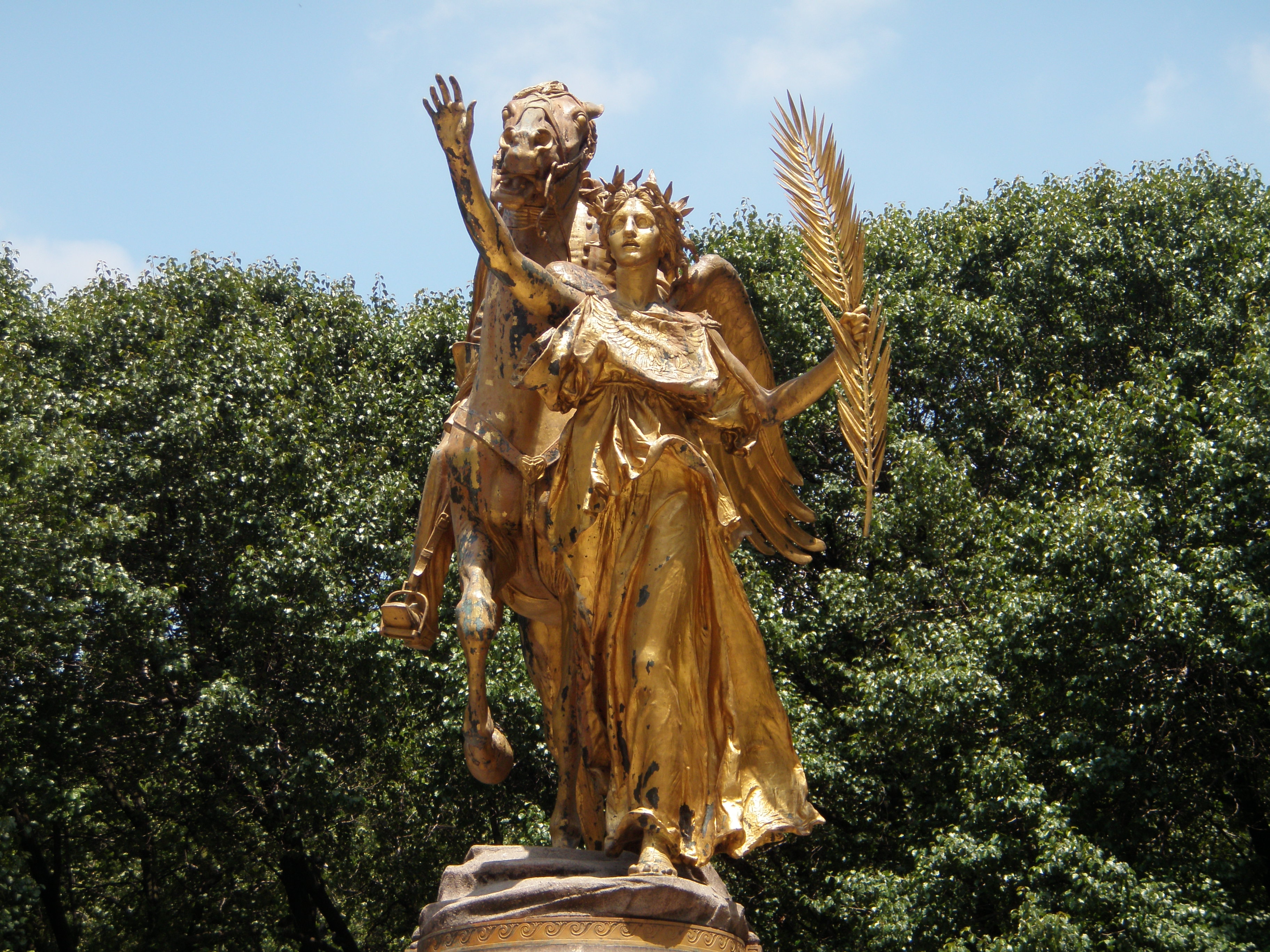
圣高登斯设计的胜利女神是纽约市舍曼将军纪念碑的组成部分，他据此设计了双鹰金币的正面。

第二套模具的浮雕有所降低，但事实证明，对于实际造币来说，其浮雕仍然太高，需要压制三次才能令设计图案完全成型。圣高登斯在制作这批模具时误以为首批模具是采用硬币生产压制机才需要压制9次，没料到铸币局实际采用的是仅有的一台奖章压制机，所以只做了小幅调整。圣高登斯于1907年8月3日辞世，赫林这时正在制作第三套模具。罗斯福这时并不知道赫林的下落，于是指示新任财政部长乔治·科特柳（George Cortelyou）安排铸币局完成必要的设计工作，新币最迟应在9月1日开始进入市场流通。正在新泽西州蒙茅斯县欧申格罗夫（Ocean Grove）度假的巴伯为此赶了回来，他于8月14日致信费城铸币局局长约翰·兰迪斯（John Landis），称总统的要求根本不可能实现，铸币局不但没有模具，而且也不知道圣高登斯到底打算如何降低浮雕高度。巴伯声称，出于对双鹰金币的尊重，他无法采取任何行动。9月28日，赫林终于带着新模具来到铸币局，但很快就被巴伯拒收。巴伯在给普雷斯顿的信中写道：“经检验发现，模具的浮雕实在太高，减少压制次数完全就是浪费时间，这些模具制作出来时就注定不可能压出硬币”。接下来，他开始自行准备圣高登斯设计的低浮雕版本模具。
1907年8月，罗斯福提名旧金山铸币局局长弗兰克·利奇（Frank Leach）担任美国铸币局局长，后者于1907年11月1日上任。根据利奇的回忆录，他与总统首次探讨双鹰金币问题期间有过如下交流：
我还没熟悉周围环境，总统就派人来叫我。他在随后的交谈中告诉我，虽然深感挫败和失望，但他希望我尽己所能，让新币走上正轨。他还介绍了一些设计中的细节由我参考，在他看来，要想取得成功，这些细节是必不可少的。在此期间，他的表现一如既往，用拳头锤桌子来强调自己的多种意见。

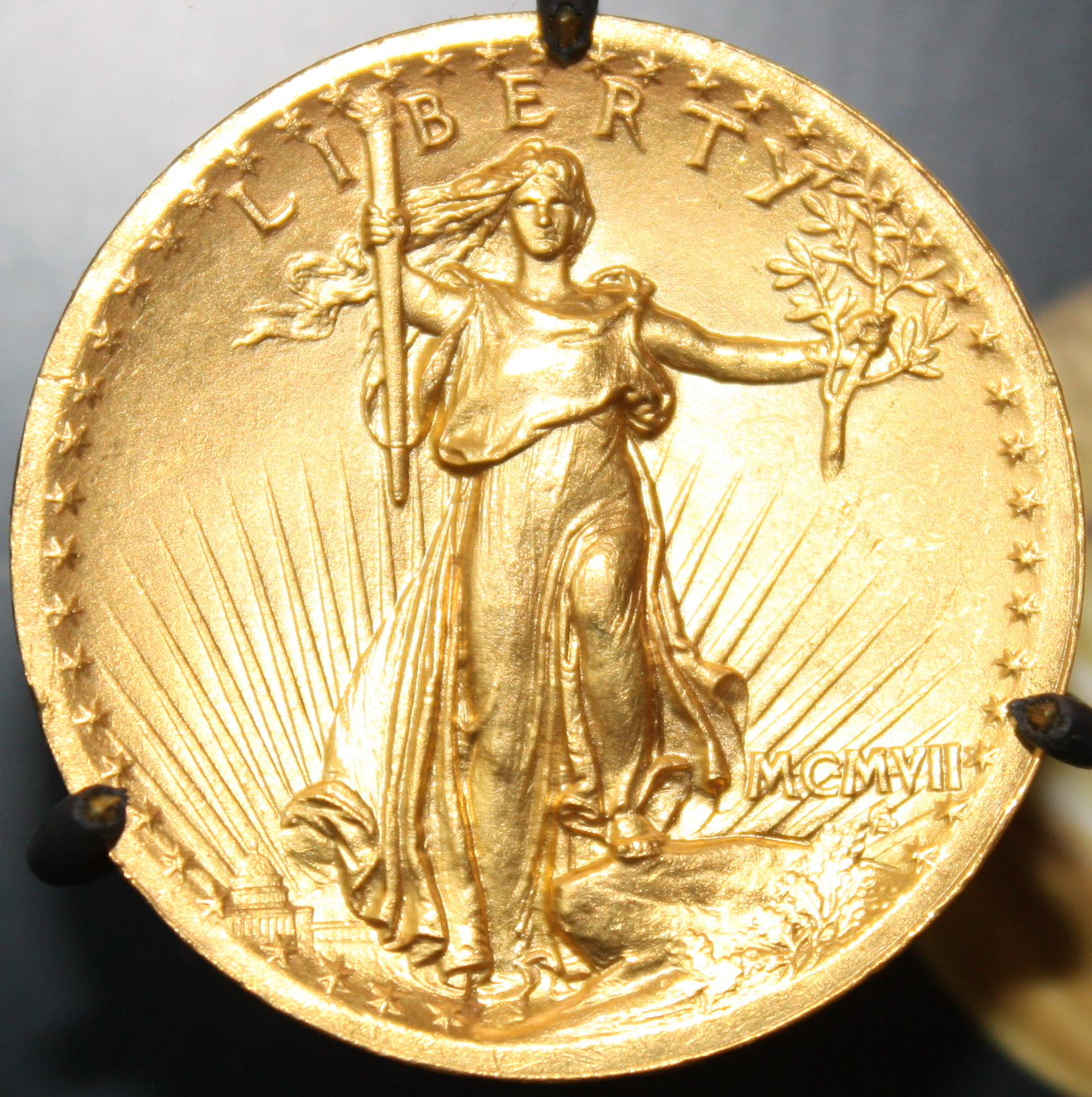
1907年“高浮雕”版圣高登斯双鹰金币正面

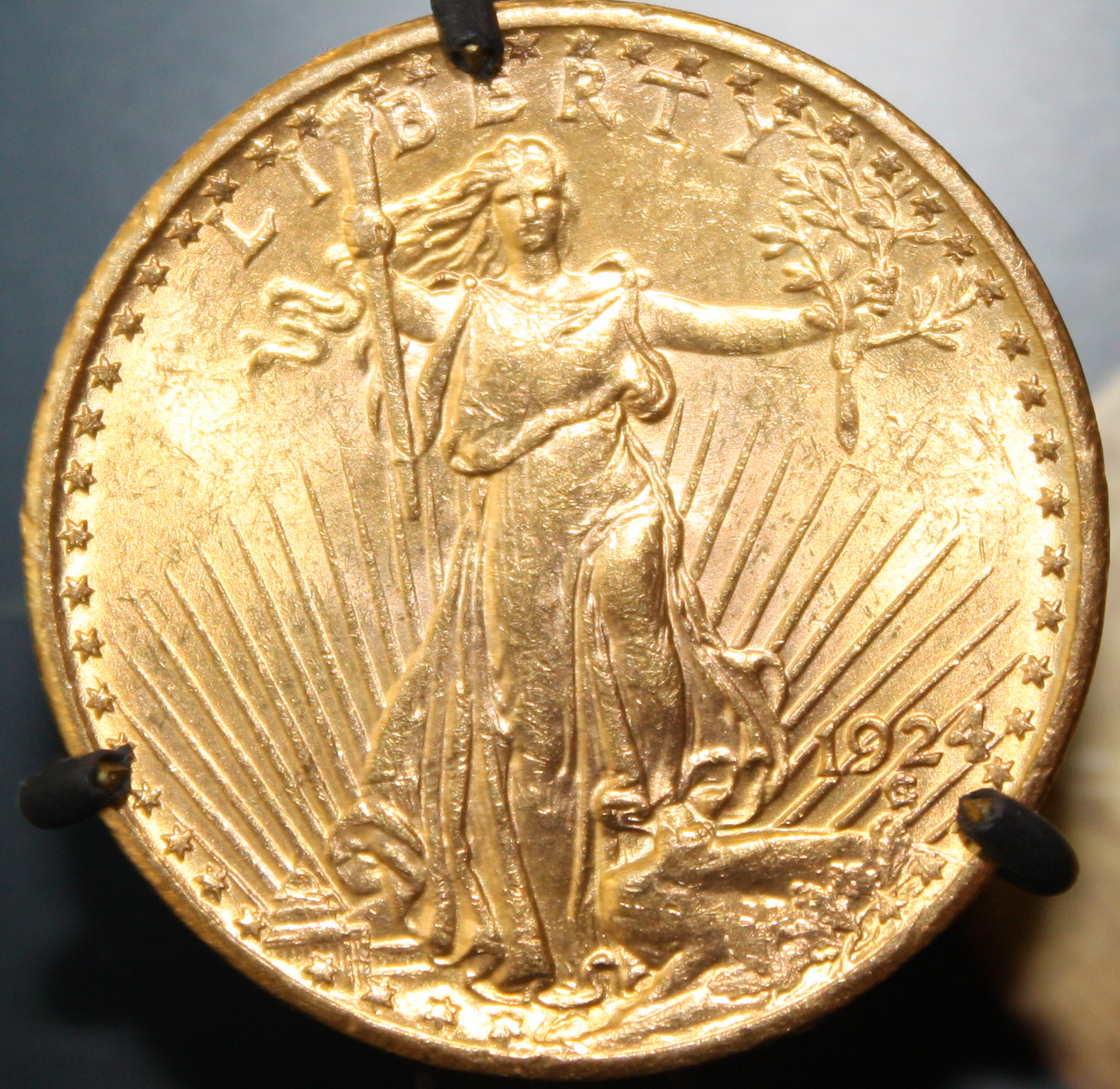
1924年“低浮雕”版圣高登斯双鹰金币正面，这一年份版本一度被视为稀有币种，但如今已是最常见的圣高登斯双鹰版本之一。

11月18日，失去耐性的罗斯福直接向铸币局下发指示，要求开始采用第二套模具铸币：“哪怕要花上你们一整天才能铸造一枚！”1907至1908年，出产后进入流通的这种“高浮雕”版金币超过1万2000枚。巴伯在给兰迪斯的信中写道：“哈特先生已经将模具投产，我给你寄去两枚看看效果；这两枚并不是特别挑选出来的，现在所有的（双鹰）硬币都是这个样子。它们的效果很好，这引起我的警觉，担心总统会继续要求生产这种硬币。”巴伯完成的模具版本浮雕要低很多，新币进入大批量生产。1907年，铸币局共生产了36万1667枚新版设计硬币，这些“低浮雕”币于1907年12月底进入市场流通。圣高登斯的家人和赫林都谴责巴伯对设计所做的调整。巴伯还将罗马数字改成阿拉伯数字。虽然原有设计经过多次更改，但据理查德·约曼（Richard S. Yeoman）的《美国钱币指南手册》（A Guide Book of United States Coins）记载，许多人都认为圣高登斯双鹰金币是有史以来最漂亮的美国硬币。
伯德特曾著书介绍1905至1908年间的美国硬币设计，书中总结了双鹰金币投产延误的各方面原因：
新币投产延迟的大部分责任无疑都应由圣高登斯工作室承担，因为他们没有及时交付模具。铸币局的责任在于，没有与总统和艺术家保持良好沟通，告知大批量硬币生产的局限性和技术要求。罗斯福总统也有责任，他与艺术家和铸币局的交流不足，在项目发展过程中经常引起混乱和冲突。
尽管设计上遇到很多困难，但罗斯福对新双鹰金币感到非常满意。根据铸币局局长利奇的回忆，他将一枚精美的圣高登斯双鹰金币放在总统的办公桌上时，罗斯福表现得非常热衷、愉悦和满足。总统表示自己感到非常高兴，并由衷地向利奇表示祝贺，而且在评价中极尽溢美之辞。1908年1月，罗斯福在给朋友威廉·斯特吉斯·毕格罗博士（Dr. William Sturgis Bigelow）的信中写道：
我很高兴你喜欢这枚硬币。我在此过程中遇到过各种各样的麻烦，但正如你所说，这的确是两千年来最好的硬币，所以无论短期内的命运如何，它都会成为未来硬币制作的榜样，制作这些硬币期间遇到的一切困难最终都会被克服。

## 投产

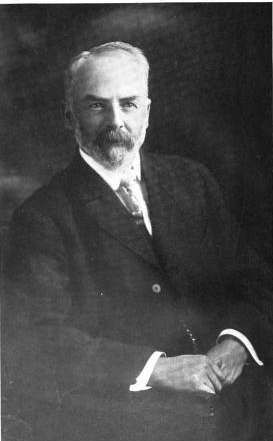
铸币局局长弗兰克·利奇

罗斯福曾特别要求圣高登斯不要在新币上加入（“我们信仰上帝”）字样，因为他觉得新金币可能会成为犯罪活动的宠儿，所以不希望上面有上帝之名，造成不敬。圣高登斯自己也觉得这句格言对整体设计效果有损，所以很乐意将之省略。但是，这一决定引起舆论哗然，据布林记载，国会对此“火冒三丈”，要求给金币加上格言。巴伯于是修改模具加上格言，还借此机会对设计图案做出多项小调整，但在布林看来，首席雕刻师的调整对硬币艺术价值并没有积极影响。1912年，由于新墨西哥州和亚利桑那州都已加入联邦，圣高登斯双鹰金币的正面因此新增了两颗星。不过，原有46颗星的位置没有变动，而是在右下角的凸起部分增加两颗星。
1909年生产的圣高登斯双鹰金币存在不同版本，其正面年份数字除正常的“1909”外，还有另一种“1909/8”版，后者在最后的数字“9”后方还出现了数字“8”。这种情况很可能是由于1908年版的模型加压1909的字模，造成数字重叠。这年费城铸币局一共生产有16万1282枚双鹰金币，其中“1909/8”版估计占到一半，这也是圣高登斯双鹰金币系列中数量较多的唯一变种。
1916年，黄金价格因第一次世界大战而上涨，双鹰金币因此停产，许多美国金币外流到欧洲。包括银行在内的金币持有方都不愿按面值支付，金币随之从市场流通中消失。战争结束后，硬币的国际需求恢复，许多欧洲居民不信任当地货币，希望能持有双鹰金币。1920年，美国铸币局恢复金币生产，大量金币源源不断地生产出来，只是其用途已基本由国际贸易独占，或是由银币作为金券后盾持有。美国国内市场流通的双鹰金币很少。1929年，美国经济开始受到大萧条的影响，但双鹰金币的生产并没有停止，出产的硬币流入市场的很少，大部分都进入了财政部金库。圣高登斯双鹰金币系列的许多珍稀品种都是在其生产周期的最后几年面世。铸币局生产的1929年版双鹰金币有近180万枚，但绝大部分都在20世纪30年代末被政府熔融，现存于世的估计不到2000枚。

## 停产和1933年版双鹰金币
据钱币史学家罗杰··伯德特记载，首枚1933年版双鹰金币是在这年3月2日生产。这个月15日，铸币局出纳哈里·鲍威尔（Mint Cashier）拿到2万5000枚新版双鹰金币，根据长期以来铸币局的传统，这些金币都可以向外销售。但是，新任总统富兰克林·德拉诺·罗斯福于3月6日命令财政部停止使用黄金付款，并要求银行将持有的黄金转至联邦储备银行。钱币学家和经销商这时还可以持有或交易金币，其他人则需要特别许可证。双鹰金币一直生产到5月停产。1933年12月28日，财政部代理部长亨利·摩根索发布命令，要求全国人民上交所有金币和金券，换取纸币，其中只有极少数例外。之后的几年里，数以百万计的金币被财政部熔毁。铸币局将两枚1933年版双鹰金币送给史密森尼学会加入国家钱币收藏，这两枚金币一直流传至今。
钱币经销商兼作家昆汀·戴维·鲍尔斯（Q. David Bowers）指出，虽然政府对金币付款下了禁令，但还是可以用更早时期的双鹰金币从铸币局出纳鲍威尔手中合法地换取1933年版双鹰金币。据鲍尔斯记载，财政部长威廉·哈特曼·伍丁也是位钱币学家，除收藏硬币外，他还写过有关双鹰金币的著作。另据钱币经销商威廉·纳吉（William Nagy）的回忆，他曾在拜访伍丁时看到5枚1933年版双鹰金币，部长当时称自己另外还有多枚。
到了20世纪40年代初，已知存在的1933年版双鹰金币只有8到10枚，其中两枚由德克萨斯州经销商麦克斯·梅尔售出。1944年，有记者向铸币局打听1933年版双鹰金币的消息。铸币局官员找不到该版本的任何发行纪录，所以认为那些私人拥有的样本肯定是经非法手段获得。接下来几年里，特勤局查获了多枚样币，这些金币随后也被熔毁。不过，埃及法老法鲁克一世手中也有一枚1933年版双鹰金币，甚至还拥有相应的美国出口许可证。法鲁克一世去世后，这枚样币的来历已无从考证，直到20世纪90年代末才重新回到人们的视野。金币被带到纽约准备出售，但却被美国当局扣押。经过诉讼，双方达成妥协，硬币可以继续拍卖，但所得由政府和原本的主人平分。2002年，这枚金币在苏富比经拍卖以759万零20美元高价成交。但硬币此前的收购价格（包括支付给联邦政府，用于将金币货币化的20美元）始终没有正式公布，至今仍是争议的焦点。
2004年，某费城珠宝商的继承人将10枚1933年版双鹰金币带到铸币局，要求鉴定真伪，该珠宝商可能是在1933年从铸币局获得这些金币。铸币局鉴定后拒绝交还，这位继承人于是在2006年向联邦法院发起针对政府的诉状，联邦法官在判决中命令政府提供硬币的没收令。2009年，政府又将案件带到法庭，美国宾夕法尼亚东部联邦地区法院于2011年7月7日开庭审理。2011年7月21日，陪审团裁决认为联邦政府没收金币之举是正当的。2012年8月29日，法官莱格罗姆·戴维斯（Legrome D. Davis）确认陪审团的裁决。2015年4月17日，联邦第三巡回上诉法院裁定政府没有及时提供没收令，因此继承人有权要求政府退还这些硬币。该案目前仍在地区法院等待进一步审理。

## 重新启用设计

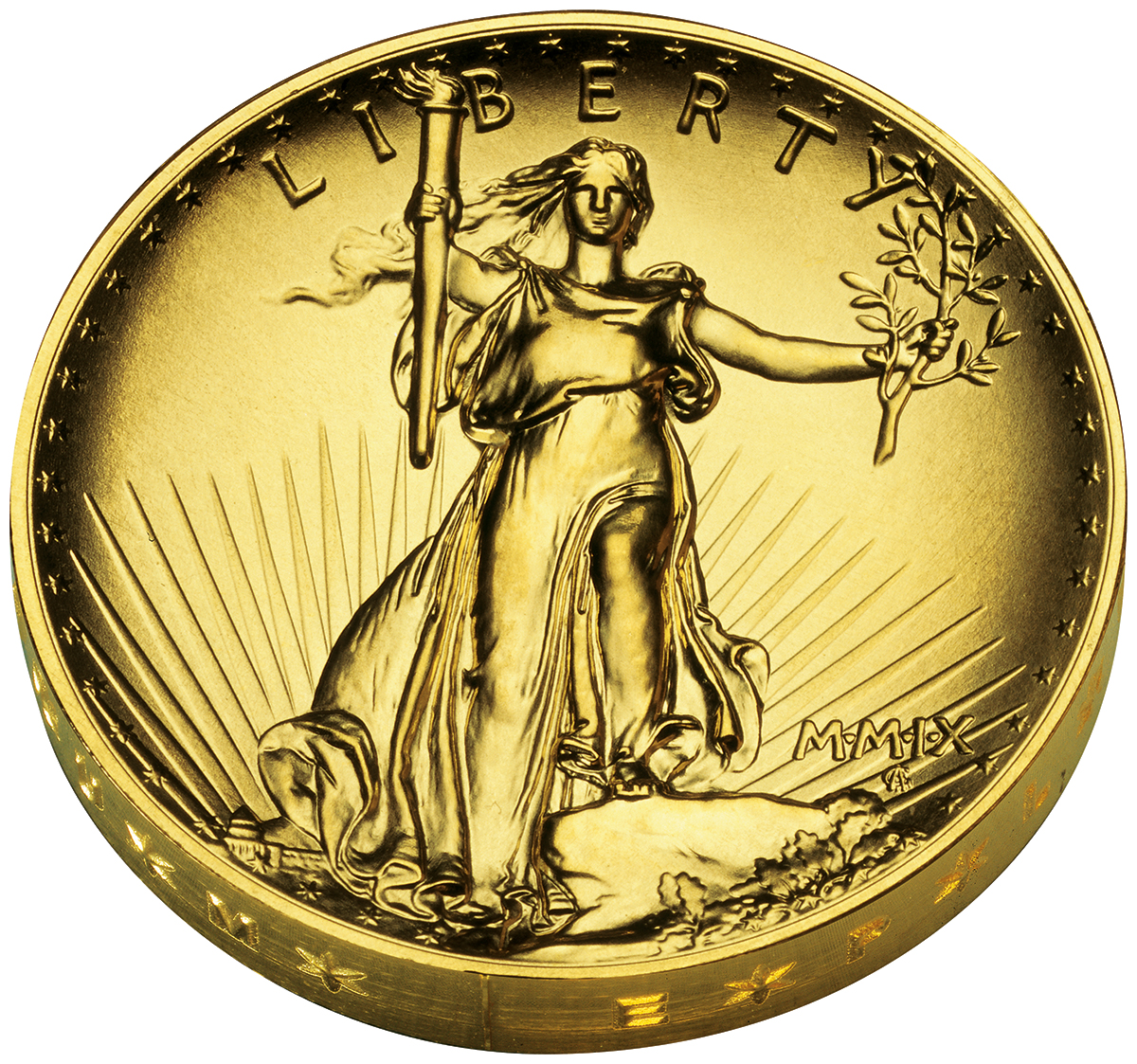
2009年，铸币局重新启用圣高登斯的设计，压制出尺寸略小于原版，但含金量更高的金币。

1986年开始发行的鹰扬金币正面都是采用圣高登斯双鹰金币设计，其上除1912年巴伯增加的两颗星外，还新增了两颗，分别代表阿拉斯加州和夏威夷州。不过金币背面没有沿用圣高登斯的设计，代之以雕塑家麦莉·布赛克（Miley Busiek）创作的老鹰家庭设计。
1907年，铸币局用直径更小，但厚度更大的坯饼试压了约24枚同样采用圣高登斯设计的金币，其重量也和双鹰金币完全相同。由于更换硬币直径需要有国会授权，所以这些试铸样本除两枚放入铸币局钱币收藏外，其它均予熔毁。2009年，铸币局用含金量99.9%的坯饼压制出类似金币，两面都采用圣高登斯最初的超高浮雕版设计，只是正面的星星增至50颗。这些金币每枚包含有1金衡制盎司（相当于31.1035克）黄金，略多于原版双鹰。

## 产量和种类
铸造标记位于年份每二和第三个数字之间的上方。
- 费城铸币局生产的没有铸造标记

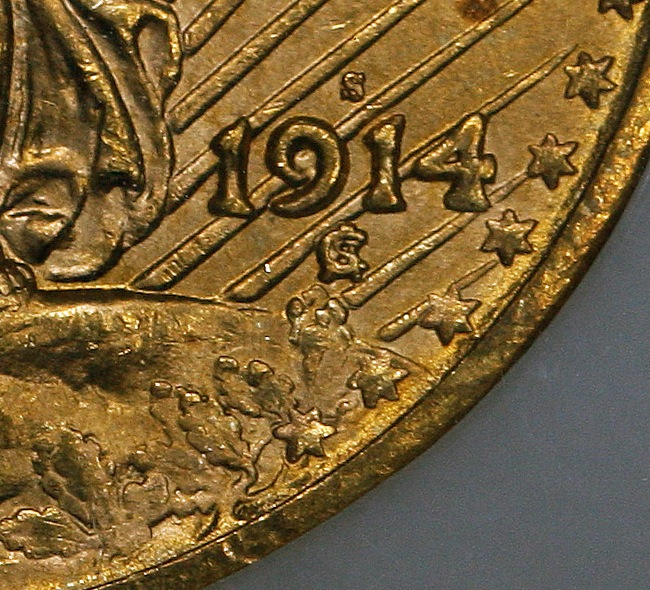
1914-S版双鹰金币特写，可以看到年份上方的铸造标记“S”，年份下方是圣高登斯的姓名花押字，其下有1912年新增的两颗六角星。

- 丹佛铸币局生产的带有字母
- 旧金山铸币局生产的带有字母

| 年份               | 铸造标记 | 精制币数     | 流通币数  |
| ------------------ | -------- | ------------ | --------- |
| 1907超高浮雕版     |          | 估计22至24枚 |           |
| 1907高浮雕版       |          |              | 12,367    |
| 1907低浮雕版       |          |              | 361,667   |
| 1908无格言版       |          |              | 4,271,551 |
| 1908无格言版       |          |              | 663,750   |
| 1908有格言版       |          | 101          | 156,258   |
| 1908有格言版       |          |              | 349,500   |
| 1908有格言版       |          |              | 22,000    |
| 1909（含1909/8版） |          | 67           | 161,282   |
| 1909               |          |              | 52,500    |
| 1909               |          |              | 2,774,925 |
| 1910               |          | 167          | 482,000   |
| 1910               |          |              | 429,000   |
| 1910               |          |              | 2,128,150 |
| 1911               |          | 100          | 197,250   |
| 1911               |          |              | 846,500   |
| 1911               |          |              | 775,750   |
| 1912               |          | 74           | 149,750   |
| 1913               |          | 58           | 168,780   |
| 1913               |          |              | 393,500   |
| 1913               |          |              | 34,000    |
| 1914               |          | 70           | 95,250    |
| 1914               |          |              | 453,000   |
| 1914               |          |              | 1,498,000 |
| 1915               |          | 50           | 152,000   |
| 1915               |          |              | 567,500   |
| 1916               |          |              | 796,000   |
| 1920               |          |              | 228,250   |
| 1920               |          |              | 558,000   |
| 1921               |          |              | 528,500   |
| 1922               |          |              | 1,375,500 |
| 1922               |          |              | 2,658,000 |
| 1923               |          |              | 566,000   |
| 1923               |          |              | 1,702,250 |
| 1924               |          |              | 4,323,500 |
| 1924               |          |              | 3,049,500 |
| 1924               |          |              | 2,927,500 |
| 1925               |          |              | 2,831,750 |
| 1925               |          |              | 2,938,500 |
| 1925               |          |              | 3,776,500 |
| 1926               |          |              | 816,750   |
| 1926               |          |              | 481,000   |
| 1926               |          |              | 2,041,500 |
| 1927               |          |              | 2,946,750 |
| 1927               |          |              | 180,000   |
| 1927               |          |              | 3,107,000 |
| 1928               |          |              | 8,816,000 |
| 1929               |          |              | 1,779,750 |
| 1930               |          |              | 74,000    |
| 1931               |          |              | 2,938,250 |
| 1931               |          |              | 106,500   |
| 1932               |          |              | 1,101,750 |
| 1933               |          |              | 445,500   |

许多情况下，产量并不能真实体现出各版本的稀有程度。1933年后，美国本土银行金库中的金币都被熔毁，只有远在海外的尚存。国会通过法案再次允许公民合法持有黄金后，数以百万计的双鹰金币（除圣高登斯双鹰外，还包括自由女神头像双鹰）回到美国本土，用于钱币收藏、销售和投资。例如，1924年版圣高登斯双鹰金币产量虽有432万3500枚，但却一度被视为稀有币种，因为铸币局曾于1932年公布有售硬币名单，买家只需支付面额和邮资就可以购买，但这份名单中却没有1924年版双鹰金币的身影。之后，人们在欧洲一些银行金库中找到大量1924年版双鹰金币，如今它已是最常见的圣高登斯双鹰版本之一。另外，旧金山铸币局一共生产有377万6500枚1925年版（1925-）双鹰，但绝大部分都留在财政部和银行金库，留入市场及出口海外的很少，铸币局1932年公布的名单上也有这一品种，但由于绝大多数都已熔毁，这一版本如今确知尚存的不到1000枚，其中成色几乎完美，在谢尔顿硬币分级标准中达到“-67”的一枚于2005年经拍卖以28万7500美元价格成交。

### 脚注
1. ↑  Breen 1988，第563頁.
2. ↑  Bowers 2004，第63–64頁.
3. 1 2 3 4 5 6 7  Breen 1988，第572–573頁.
4. 1 2  Lange 2006，第134頁.
5. ↑  Taxay 1983，第287頁.
6. ↑  Lange 2006，第136頁.
7. 1 2  Bowers 2004，第221頁.
8. ↑  Bowers 2004，第222頁.
9. ↑  Burdette 2006，第41–42頁.
10. ↑  Burdette 2006，第209頁.
11. ↑  Burdette 2006，第322頁.
12. ↑  Halperin et al. 2006，第8頁.
13. ↑  high relief.
14. ↑  Taxay 1983，第308–309頁.
15. ↑  Burdette 2006，第52頁.
16. 1 2 3  Bowers 2004，第223頁.
17. 1 2  Burdette 2006，第53頁.
18. ↑  Burdette 2006，第55頁.
19. ↑  Burdette 2006，第56頁.
20. ↑  Burdette 2006，第58–59頁.
21. ↑  Burdette 2006，第76頁.
22. 1 2 3  Taxay 1983，第312頁.
23. 1 2 3 4  Bowers 2004，第220頁.
24. ↑  Halperin et al. 2006，第111頁.
25. ↑  Bowers 2004，第111頁.
26. ↑   & Yeoman 2013，第278頁.
27. ↑  Burdette 2006，第120頁.
28. ↑  Burdette 2006，第76–77頁.
29. 1 2  Burdette 2006，第69頁.
30. ↑  Burdette 2006，第72頁.
31. 1 2  Bowers 2004，第224頁.
32. ↑  Burdette 2006，第74頁.
33. ↑  Bowers 2004，第224–225頁.
34. ↑  Yeoman 2013，第282頁.
35. ↑  Burdette 2006，第95頁.
36. ↑  Halperin et al. 2006，第10頁.
37. 1 2 3  Taxay 1983，第315–316頁.
38. ↑  Burdette 2006，第89頁.
39. ↑  Burdette 2006，第109頁.
40. ↑  Taxay 1983，第317頁.
41. ↑  Burdette 2006，第122頁.
42. 1 2 3  Breen 1988，第575頁.
43. ↑  Burdette 2006，第101頁.
44. 1 2 3  Leach 1917，第375–377頁.
45. ↑  Bowers 2004，第228頁.
46. ↑  Taxay 1983，第319頁.
47. ↑  Bowers 2004，第236頁.
48. ↑  Yeoman 2013，第271頁.
49. ↑  Burdette 2006，第142頁.
50. ↑  Taxay 1983，第319, 325頁.
51. 1 2 3  Breen 1988，第560頁.
52. ↑  Garrett & Guth 2008，第476頁.
53. ↑  Bowers 2004，第250頁.
54. ↑  Bowers 2004，第240頁.
55. ↑  Bowers 2004，第273頁.
56. 1 2  Roach 2011，第1頁.
57. 1 2  Bowers 2004，第277–278頁.
58. ↑  Lange 2006，第165頁.
59. ↑  Bowers 2004，第282頁.
60. 1 2  Breen 1988，第576頁.
61. ↑  Garrett & Guth 2008，第492頁.
62. ↑  Bowers 2004，第284頁.
63. ↑  Coin World, 2012-02-27.
64. ↑  AP/Dale, 2011-07-21.
65. ↑  Coin World, 2012-09-24.
66. ↑  Coin World, 2015-04-17.
67. ↑  Yeoman 2013，第357–358頁.
68. ↑  Yeoman 2013，第363–364頁.
69. ↑  Yeoman 2013，第278–281頁.
70. 1 2  Bowers 2004，第9–11頁.
71. ↑  Garrett & Guth 2008，第488頁.

### 文献
书目
- Bowers, Q. David. . Atlanta, Ga.: Whitman Publishing. 2004. ISBN 978-0-7948-1784-8.
- Breen, Walter. . New York, N.Y.: Doubleday. 1988. ISBN 978-0-385-14207-6.
- Burdette, Roger W. . Great Falls, Va.: Seneca Mill Press. 2006. ISBN 978-0-9768986-1-0.
- Garrett, Jeff; Guth, Ron.  second. Atlanta, Ga.: Whitman Publishing. 2008. ISBN 978-0-7948-2254-5.
- Halperin, James L; Van Winkle, Mark; Amato, Jon; Rohan, Gregory J. . Dallas, Tex.: Ivy Press. 2006  [2015-06-15]. ISBN 978-1-59967-058-4. （原始内容存档于2016-07-23）.
- Lange, David W. . Atlanta, Ga.: Whitman Publishing. 2006. ISBN 978-0-7948-1972-9.
- Leach, Frank. . San Francisco, CA: S. Levinson. 1917  [2015-06-15]. （原始内容存档于2016-07-23）.
- Roach, Steve. . Coin World (Amos Press). 2011-04-04.
- Taxay, Don.  reprint of 1966. New York, N.Y.: Sanford J. Durst Numismatic Publications. 1983. ISBN 978-0-915262-68-7.
- Yeoman, R.S.  67th. Atlanta, Ga.: Whitman Publishing. 2013. ISBN 978-0-7948-4180-5.

其它来源
- Dale, Maryclaire. . Yahoo! News. AP. 2011-07-21  [2015-06-15]. （原始内容存档于2014-07-26）.
- Gilkes, Paul. . Coin World. 2012-02-27  [2012-02-16]. （原始内容存档于2012-11-25）.
- Roach, Steve. . Coin World. 2012-09-24: 1.
- Roach, Steve. . Coin World. 2015-04-17  [2015-06-15]. （原始内容存档于2015-06-15）.
- . Merriam-Webster dictionary.   [2015-06-16]. （原始内容存档于2014-10-09）. & Avery, Charles,  "Relief sculpture", in Grove Art Online